# Stožice
Stožice [ˈstɔʒɪt͡sɛ] (deutsch Stoschitz) ist eine Gemeinde in Tschechien und gehört dem Okres Strakonice an.

## Geographie

### Geographische Lage

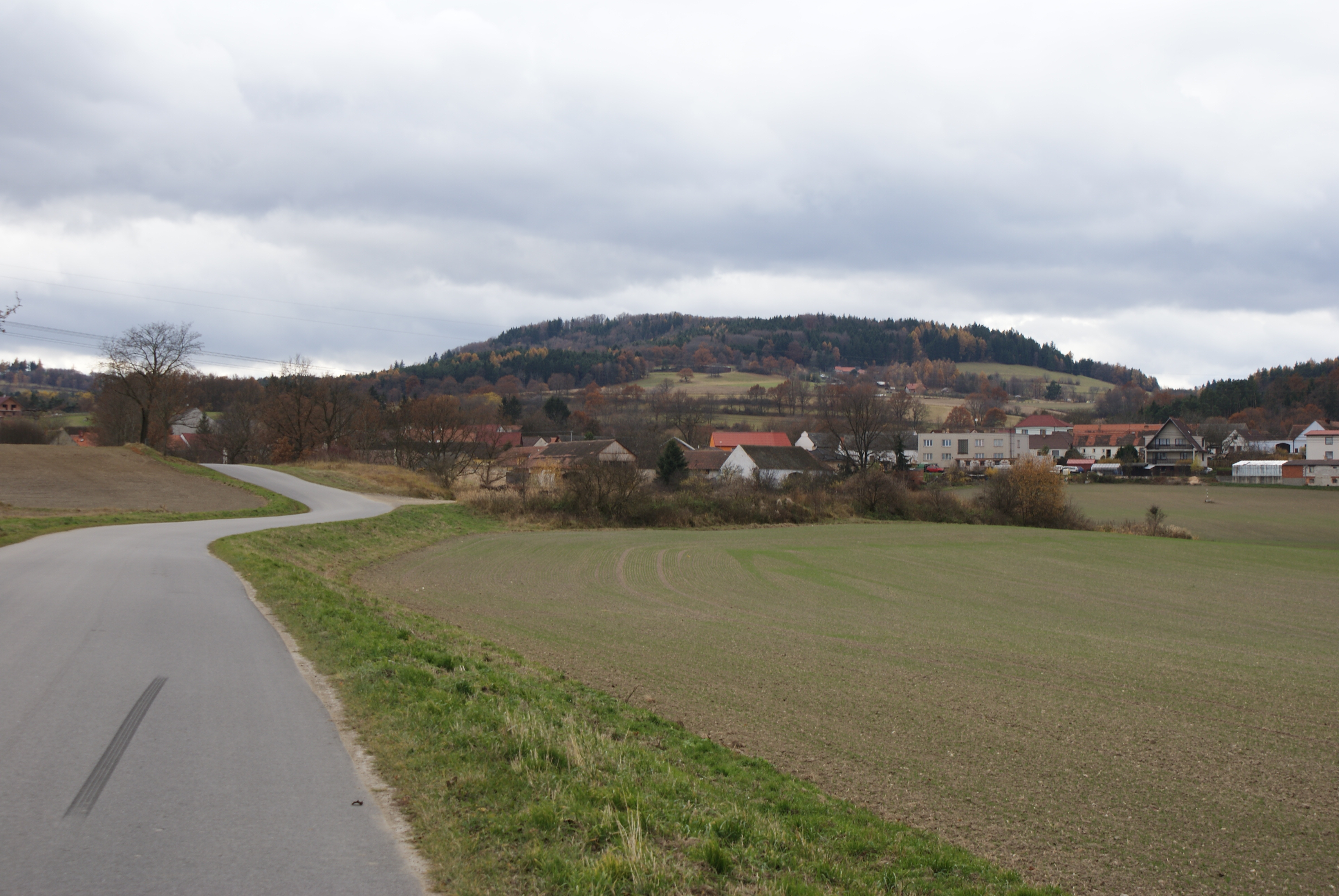
Ortsansicht

Die Gemeinde liegt in 441 m ü. M. 2 km südwestlich von der Stadt Vodňany.

### Gemeindegliederung
Zur Gemeinde Stožice gehören die Ortsteile Křepice (Kschepitz) und Libějovické Svobodné Hory (Freigebirg).

## Geschichte
Das Dorf wurde 1416 erstmals erwähnt und gehörte zur Herrschaft Wodnian.

## Kultur und Sehenswürdigkeiten

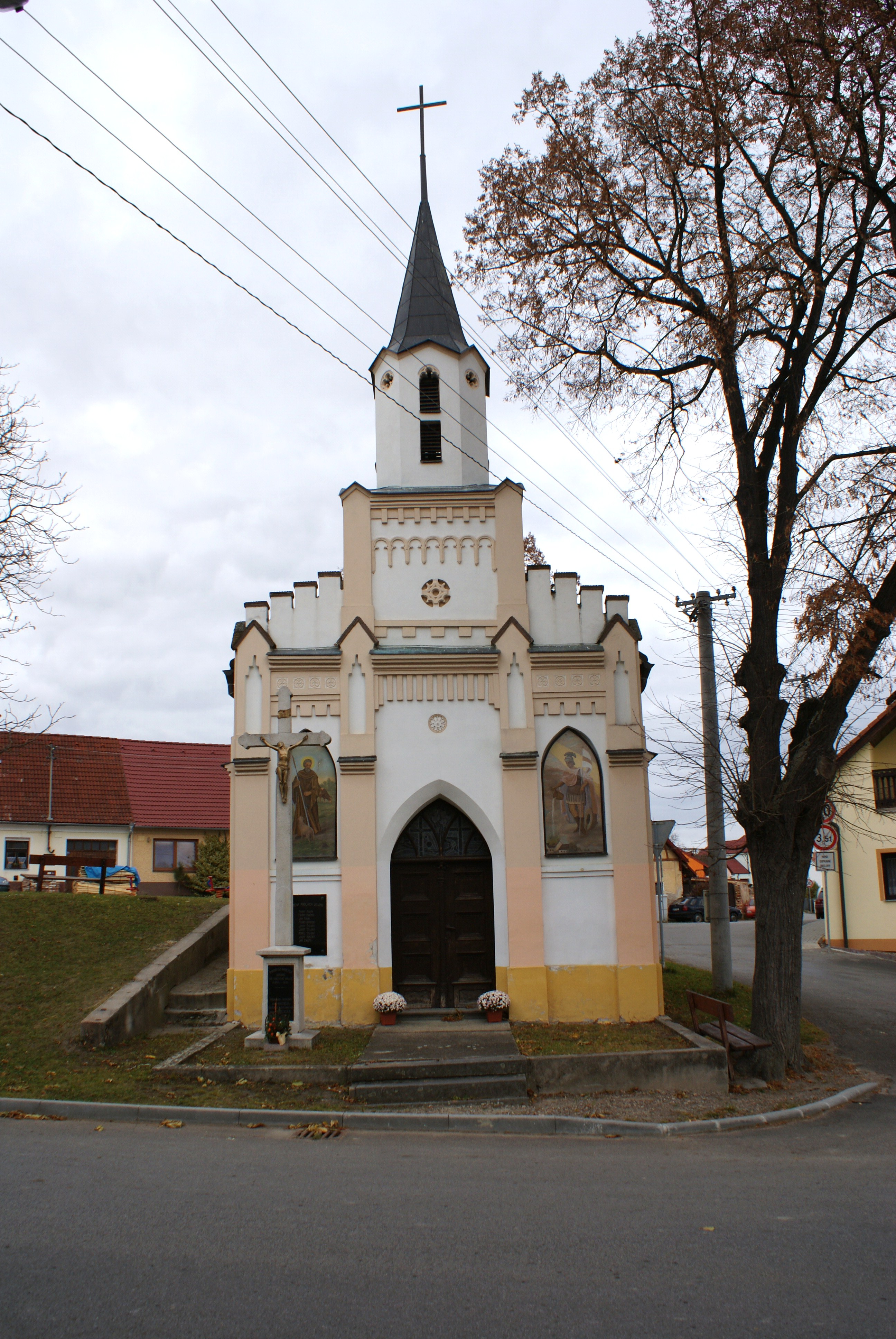
Kapelle am Dorfplatz

- Kapelle

## Söhne und Töchter der Gemeinde
- Josef Holeček (1853–1929), Schriftsteller